# نائب عريف (رتبة عسكرية)
نائب عريف هي رتبة عسكرية أعلى من رتبة جندي وأقل من رتبة عريف في العراق.
يمكن لمن يحمل رتبة جندي أول أن يرقى إلى نائب عريف بعد سنة و نصف في الخدمة برتبة جندي أول.
و يمكن لنائب العريف أن يرقى إلى رتبة عريف بعد سنتين من الخدمة برتبة نائب عريف.